# Gustav Jaenecke
Gustav „Justav” Jaenecke (Német Birodalom, Berlin, Charlottenburg (Berlin), 1908. május 22. – Nyugat-Németország, Bonn, 1985. május 30.) Európa-bajnok és bronzérmes, világbajnoki ezüst- és bronzérmes és olimpiai bronzérmes német jégkorongozó, teniszező, olimpikon.
Részt az 1928. évi téli olimpiai játékokon a jégkorongtornán. A német csapat a C csoportba került. Első mérkőzésükön 0–0-t játszottak az osztrák válogatottal, majd 1–0-ra kikaptak a svájci csapattól. A csoportban az utolsó, 3. helyen végeztek 1 ponttal és nem jutottak a négyes döntőbe. Összesítésben a 10. lettek.
Az 1932. évi téli olimpiai játékokon szintén játszott a jégkorongtornán. Az amerikai olimpiára csak négy csapat ment el, így oda-visszavágós volt a torna. A lengyel csapat, a kanadai csapat és az amerikai csapat vett részt. A két észak-amerikai válogatott mögött végeztek a harmadik helyen, így olimpiai bronzérmesek és világbajnoki bronzérmesek is lettek.
Utoljára olimpián az 1936. évi téli olimpiai játékokon játszott a jégkorongtornán. A német csapat a B csoportba került. Az amerikai csapat, a svájci csapat és az olasz csapat volt még ebben a csoportban. Csak az amerikaiaktól kaptak ki, így csoport másodikként jutottak a középdöntőbe, ahol az A csoportba kerültek. A kanadai csapat, a magyar csapat és a brit csapat volt az ellenfél. A magyarokat megverték, a britekkel döntetlent játszottak, és a kanadaiaktól kikaptak, így a csoport harmadik helyén végeztek és nem jutottak a négyes döntőbe. Összesítésben az 5. helyen végezetek.
Számtalan világeseményen vett részt a német válogatottal. Kétszeres Európa-bajnok (1930, 1934) Hatszoros Európa-bajnoki bronzérmes (1927, 1933, 1936, 1937, 1938, 1939), világbajnoki ezüstérmes (1930), világbajnoki bronzérmes (1932, 1934).
Klubcsapata a Berliner SC, a KSG BschC/SC Brandenbur és a SC Riessersee voltak. 13-szoros német bajnok: 1926, 1928–1933, 1936, 1937, 1944, 1947, 1948, 1950. Kétszeres Spengler-kupa győztes: 1926, 1928.
Teniszezőként is sikeres volt. Öt alkalommal vett részt a Davis-kupán és 1932 német bajnok volt egyéniben.
Tagja a Nemzetközi Jégkorongszövetség Hírességek Csarnokának és a Német Sport Halhatatlanok Csarnokának.